# Waldemar Pałęcki
Waldemar Pałęcki MSF (ur. 4 maja 1971 w Rzeszowie) – polski duchowny rzymskokatolicki, misjonarz Świętej Rodziny, profesor nauk teologicznych, nauczyciel akademicki w Instytucie Liturgiki i Homiletyki Wydziału Teologii Katolickiego Uniwersytetu Lubelskiego Jana Pawła II.

## Życiorys
Studiował w Wyższym Seminarium Duchownym Misjonarzy Świętej Rodziny w Kazimierzu Biskupim – sekcji Papieskiej na Wydziale Teologicznym w Poznaniu. Jest także absolwentem Katolickiego Uniwersytetu Lubelskiego. 15 marca 2005 obronił pracę doktorską pt. Rok liturgiczny jako aktualizacja Misterium Paschalnego w świetle teologicznych poglądów Odo Casela OSB (1886-1948), a 13 listopada 2012 habilitował się na podstawie oceny dorobku naukowego i pracy zatytułowanej Służba Boża kamedułów polskich. Tradycje życia pustelniczego w świetle potrydenckiej liturgii rzymskiej (1605-1963).
Obecnie prowadzi wykłady w Instytucie Liturgiki i Homiletyki na Wydziale Teologii Katolickiego Uniwersytetu Lubelskiego Jana Pawła II. Postanowieniem Prezydenta RP z 1 sierpnia 2022 otrzymał tytuł profesora nauk teologicznych w dyscyplinie nauki teologiczne.

## Publikacje
- 2006: Rok liturgiczny Paschą Chrystusa. Misterium roku liturgicznego według Odo Casela (1886-1948)[2]
- 2009: Rękopisy liturgiczne biblioteki Kamedułów w Bieniszewie. Materiały do studiów źródeł liturgicznych[2]
- 2012: Służba Boża kamedułów polskich. Tradycje życia pustelniczego w świetle potrydenckiej liturgii rzymskiej (1605-1963)[2]